# 노동자의 힘
노동자의 힘(프랑스어: Confédération Générale du Travail - Force Ouvrière, 축약: Force Ouvrière, FO)은 프랑스의 5개 주요 노동조합 중 하나이다. 추이로는 CGT, CFDT에 이어 세 번째이다.
노동자의 힘은 1948년 노동총연맹 (프랑스)(CGT)에 대한 프랑스 공산당의 지배를 비난했던 노동총연맹(CGT)의 전 회원들에 의해 설립되었다.
FO는 유럽 노동조합연맹(European Trade Union Confederation)의 회원이다. 2022년 6월부터 리더는 프레데릭 수이요(Frédéric Souillot)이다.

## 같이 보기
- 노동총연맹 (프랑스)